# Крайслер Билдинг
Крайслер Билдинг (на английски: Chrysler Building) е небостъргач, построен от компанията „Крайслер“.
Издигнат през 1930 г., той повече от 70 години е един от символите на Ню Йорк. Зданието е високо 319 метра, намира се в източната част на Манхатън, на кръстовището на Лексингтън Авеню и 42-ра улица. Първоначално собственик на небостъргача е компанията „Крайслер“, но той е собственост на „TMW Real Estate“ (75 %) и „Tishman Speyer Properties“ (25 %).
Сградата е висока 318,9 метра с антената (282 до покрива), има 77 етажа, 32 асансьора и разгъната площ от 111 201 м².

## История на зданието
Проектът на зданието е на архитекта Уилям ван Елен. Той го изработва по поръчка на бившия сенатор Уилям Х. Рейнолдс, собственик на бившия атракционен парк Дриймленд в Кони Айлънд. Готовият проект е продаден по-късно на Уолтър Крайслер (по това време мечтае да има най-високата сграда в света), който решава там да установи централата на компанията.
В същото време зданието започва да се издига. Нюйоркските строители желаели да издигнат най-високата постройка в света. Те започват да вдигат невероятните и по днешните стандарти 4 етажа на седмица. Завършвайки небостъргача, строителите установяват, че височината е като на сградата на архитекта Х. Крег Севъренс, намираща се на улица „Уол Стрийт“, 40 и позната днес като Тръмп Билдинг. Няколко години преди строежа на Крайслер Билдинг, Севъренс и ван Елън били партньори, но отношенията им се влошават, превръщайки ги в яростни съперници. Разбирайки каква е височината на сградата на неговия конкурент, той добавя още 2 метра към сградата си, превръщайки я в световен лидер.
Ван Ален получава разрешение да постави на върха, 38-метрово копие. Копието бива изработено от немската компания „Круп“, от неръждаема стомана марка „Нироста“, сглобено е във вътрешността на сградата и е монтирано на върха, през ноември 1929 година. Само след по-малко от година е построен „Емпайър Стейт Билдинг“. Радостта на ван Елън била двойно помрачена, след като Крайслер отказва да плати хонорара му.
Небостъргачът „Крайслер Билдинг“ бива открит на 27 май 1930 г.
По подобие на множество други сгради по това време, и тази е построена в стил Арт деко. Своеобразната орнаментация на кулата представлява съществуващи мотиви от автомобилите „Крайслер“. Ъглите на 61-вия етаж са украсени с орли, реплика на модела от капака на модела на компанията от 1929 година.
Орнаментите на 31-вия етаж са точна реплика на капака на радиатора на Крайслер.

Небостъргачът е построен от тухли и метална рамка с обков.